# Liste des monuments historiques de Rocamadour
Ce tableau présente la liste de tous les monuments historiques classés ou inscrits dans la ville de Rocamadour, Lot, en France.

## Liste
| Monument                                  | Adresse                             | Coordonnées                      | Notice         | Protection     | Date      | Illustration                              |
| ----------------------------------------- | ----------------------------------- | -------------------------------- | -------------- | -------------- | --------- | ----------------------------------------- |
| Chapelle Notre-Dame                       |                                     | 44° 47′ 58″ nord, 1° 37′ 03″ est | « PA00095196 » | Classé         | 2000      | Chapelle Notre-Dame                       |
| Chapelle Saint-Blaise                     |                                     | 44° 47′ 58″ nord, 1° 37′ 04″ est | « PA46000009 » | Classé         | 2000      | Chapelle Saint-Blaise                     |
| Chapelle Sainte-Anne                      |                                     | 44° 47′ 58″ nord, 1° 37′ 04″ est | « PA46000008 » | Classé         | 2000      | Chapelle Sainte-Anne                      |
| Chapelle Saint-Jean-Baptiste              |                                     | 44° 47′ 57″ nord, 1° 37′ 04″ est | « PA46000010 » | Classé         | 2000      | Chapelle Saint-Jean-Baptiste              |
| Chapelle Saint-Michel                     |                                     | 44° 47′ 58″ nord, 1° 37′ 03″ est | « PA46000013 » | Classé         | 2000      | Chapelle Saint-Michel                     |
| Cité religieuse                           |                                     | 44° 47′ 57″ nord, 1° 37′ 03″ est | « PA46000020 » | Inscrit Classé | 1999 2000 | Cité religieuse                           |
| Crypte Saint-Amadour                      |                                     | 44° 47′ 58″ nord, 1° 37′ 04″ est | « PA00095198 » | Classé         | 2000      | Crypte Saint-Amadour                      |
| Dolmen sous tumulus                       | Les Places                          | 44° 47′ 12″ nord, 1° 36′ 48″ est | « PA00095197 » | Classé         | 1971      | Dolmen sous tumulus                       |
| Église de l'Hospitalet                    | L'Hospitalet                        | 44° 48′ 16″ nord, 1° 37′ 35″ est | « PA00095199 » | Classé         | 1912      | Église de l'Hospitalet                    |
| Église Saint-Martin                       | Mayrinhac-le-Francal                | 44° 50′ 23″ nord, 1° 36′ 45″ est | « PA46000029 » | Inscrit        | 2003      | Église Saint-Martin                       |
| Basilique Saint-Sauveur                   |                                     | 44° 47′ 58″ nord, 1° 37′ 04″ est | « PA00095198 » | Classé         | 2000      | Basilique Saint-Sauveur                   |
| Grotte des Merveilles                     |                                     | 44° 48′ 18″ nord, 1° 37′ 31″ est | « PA00095200 » | Classé         | 1925      | Image manquante Téléverser                |
| Hôpital de l'Hospitalet                   | L'Hospitalet                        | 44° 48′ 16″ nord, 1° 37′ 33″ est | « PA00095201 » | Inscrit        | 1974      | Hôpital de l'Hospitalet                   |
| Maison Mazot                              | Rue de la Couronnerie               | 44° 47′ 58″ nord, 1° 37′ 05″ est | « PA00095202 » | Classé         | 1925      | Maison Mazot                              |
| Maison de la Paumette                     | Rue de la Mercerie                  | 44° 47′ 55″ nord, 1° 37′ 00″ est | « PA00095203 » | Classé         | 1920      | Maison de la Paumette                     |
| Musée d'art sacré                         |                                     | 44° 47′ 57″ nord, 1° 37′ 04″ est | « PA46000012 » | Inscrit        | 1999      | Musée d'art sacré                         |
| Parvis et escaliers de la cité religieuse |                                     | 44° 47′ 58″ nord, 1° 37′ 03″ est | « PA46000011 » | Classé         | 2000      | Parvis et escaliers de la cité religieuse |
| Pigeonnier de Laguille                    |                                     | 44° 47′ 50″ nord, 1° 37′ 08″ est | « PA46000007 » | Inscrit        | 1998      | Pigeonnier de Laguille                    |
| Porte du Figuier                          | Rue Roland le Preux                 | 44° 48′ 05″ nord, 1° 37′ 10″ est | « PA00095204 » | Classé         | 1910      | Porte du Figuier                          |
| Porte du Fond du Coustalou                |                                     | 44° 47′ 52″ nord, 1° 37′ 01″ est | « PA00095205 » | Classé         | 1910      | Porte du Fond du Coustalou                |
| Porte du Haut de Coustalou                | Rue de la Couronnerie               | 44° 47′ 55″ nord, 1° 37′ 03″ est | « PA00095206 » | Classé         | 1910      | Porte du Haut de Coustalou                |
| Porte de l'Hôpital                        | L'Hospitalet Chemin de Côte-Vieille | 44° 48′ 15″ nord, 1° 37′ 34″ est | « PA00095207 » | Inscrit        | 1973      | Porte de l'Hôpital                        |
| Porte Malbec (ou Salmon)                  | Rue Roland le Preux                 | 44° 47′ 59″ nord, 1° 37′ 06″ est | « PA00095208 » | Classé         | 1910      | Porte Malbec (ou Salmon)                  |
| Porte de la Mercerie                      | Rue de la Mercerie                  | 44° 47′ 52″ nord, 1° 36′ 59″ est | « PA00095209 » | Classé         | 1910      | Porte de la Mercerie                      |
| Prieuré Saint-Étienne des Alix            | Les Alix                            | 44° 48′ 54″ nord, 1° 37′ 36″ est | « PA00132676 » | Inscrit        | 1994      | Prieuré Saint-Étienne des Alix            |